# Urobarba
Urobarba é um gênero de mariposa pertencente à família Acrolophidae.